# Uíge (provins)
Uíge är en provins i norra Angola med en yta på 58 698 km² och omkring 800 000 invånare. Delstatens huvudstad är Uíge.